# Karin Kock
Karin Kock-Lindberg (* 2. Juli 1891 in Stockholm als Karin Kock; † 28. Juli 1976 ebenda) war eine schwedische Ökonomin, Professorin und Politikerin der Socialdemokraterna. Sie war die erste schwedische Frau, die ein Ministeramt bekleidete.

## Leben

### Herkunft und Ausbildung
Kock wuchs als fünftes von sechs Kindern des Oberzolldirektors Ernst Kock und dessen Ehefrau in Stockholm auf. Ihre Eltern waren beide politisch interessiert und gehörten der liberalen Strömung dieser Zeit an. Nach dem Ende ihrer Schulzeit begann sie ein Studium der Statistik an der Hochschule Stockholm. Die Universität Stockholm hatte sich zwar bereits im Jahr 1873 für Frauen geöffnet, in mathematischen Fächern waren Studentinnen jedoch weiterhin sehr selten. Aus finanzieller Not brach sie das Studium jedoch ab und begann in der Stockholmer Statistikbehörde zu arbeiten. 1915 konnte sie ihr Studium wieder aufnehmen und Kock begann zudem, das Fach Volkswirtschaft zu studieren. Im Jahr 1918 begann sie höhere akademische Studien und 1929 erhielt sie einen Doktortitel in Volkswirtschaft. Danach konnte sie jedoch nicht an der Universität weiterarbeiten und wurde selbstständige Forscherin. Erst im Jahr 1933 erlangte Kock eine Anstellung als Dozentin.

### Ehe
Kock war mit dem Anwalt Hugo Lindberg verheiratet und nahm den Namen Kock-Lindberg an. Als Ministerin unterschrieb sie jedoch nicht mit dem Doppelnamen, obwohl das aus rechtlicher Sicht ihr eigentlicher Name war. Beide waren politisch aktiv und positionierten sich während des Zweiten Weltkriegs gegen den Nationalsozialismus.

### Wissenschaftliche Publikationen
Im Jahr 1945 wurde sie Professorin im Gebiet der Volkswirtschaft. Sie war damit die erste Frau, die in Schweden einen Professorentitel im Bereich der Wirtschaftswissenschaft erhielt. Zu ihren bedeutendsten wissenschaftlichen Arbeiten wird die Abhandlung A study of interest rates aus dem Jahr 1929 und Kvinnoarbetet i Sverige (deutsch: Frauenarbeit in Schweden) aus dem Jahr 1938 gerechnet. In A study of interest rates untersuchte sie die Zinspolitik in den USA, England und Schweden und verglich diese. 
Kocks Bericht über die Berufstätigkeit der Frauen wird zu einem der Meilensteine der schwedischen Geschlechterforschung gerechnet, da er die erste statistische Untersuchung des schwedischen Arbeitsmarkts aus Sicht der Frauen darstellt. Er wurde vom staatlichen Frauenarbeitskomitee in Auftrag gegeben und führte unter anderem dazu, dass Schweden es Arbeitgebern verbot, Frauen aufgrund einer Hochzeit oder Schwangerschaft auszustellen. Eine der Erkenntnisse der Untersuchung war, dass Frauen nur selten mit Männern in Konkurrenz um eine Anstellung stehen. Somit wurde die Annahme, dass arbeitstätige verheiratete Frauen den Männern Arbeitsplätze wegnähmen, widerlegt. In der Wissenschaft wurde der Bericht zunächst nicht allzu interessiert aufgenommen und erst später, in den 1960er-Jahren wurde er von Frauenrechtlern wiederentdeckt.

### Politik
Im Jahr 1947 unterbrach Karin Kock ihre wissenschaftliche Karriere und sie war nicht mehr als Professorin tätig. Stattdessen begann sie sich der Politik zu widmen. Im Gegensatz zu ihrem Elternhaus und ihrer Jugend war sie nun nicht mehr im liberalen politischen Umfeld engagiert, sondern bei den Sozialdemokraten. Kock war 1947 zunächst Büroleiterin im Handelsministerium und am 11. April 1947 wurde sie zur Ministerin in der Regierung Erlander I ernannt, zunächst ohne einen Geschäftsbereich. Ihre Zuständigkeit in dieser Zeit lag in der beratenden Funktion in Wirtschaftsfragen. Ab Oktober 1948 übernahm sie das Ressort der Wirtschaftsministerin. Sie ist somit die erste schwedische Frau, die ein Ministeramt bekleidete. Kock übte das Amt bis Ende Dezember 1949 aus.
In den Jahren 1950 bis 1957 leitete sie das statistische Zentralamt Statistiska centralbyrån (SCB). Auch hier gilt sie als erste Frau Schwedens, die eine größere Behörde leitete. Während ihrer Zeit in der Behörde ließ sie viele neue Statistiken erstellen, die die Stellung der Frau untersuchten. So gab es zum Beispiel die erste Erfassung dazu, wie groß der Anteil des Einkommens der Frau am Gesamteinkommen von Familien zu dieser Zeit war.
Kock war in der Frauenbewegung engagiert und stand im Laufe der Zeit verschiedenen Frauenrechtsgruppierungen vor. So war sie von 1926 bis 1933 die Sprecherin der Akademiskt bildade kvinnors förening (ABKF), einer Vereinigung von Akademikerinnen. Zwischen 1936 und 1947 hatte sie den Posten als Vizepräsidentin der International Federation of University Women (IFUW) inne.

## Publikationen (Auswahl)
- 1929: A study of interest rates
- 1930: Svenskt bankväsen i våra dagar (deutsch: Das schwedische Bankwesen in unseren Tagen)
- 1931: Skånska privatbanken
- 1934: Sveriges handelsekonomiska läge (deutsch: Die handelspolitische Position Schwedens)
- 1940: Vi och statens finanser (deutsch: Wir und die Finanzen des Staates)
- 1969: International trade policy and the Gatt 1947–1967